# Те-Арароа
Те-Арароа (маори Te Araroa) — город в округе Гисборн на Северном острове Новой Зеландии. В Те-Арароа родился видный маорийский политик сэр Апирана Нгата.

## География
Те-Арароа расположен на берегу бухты Кавакава, в 175 км к северу от города Гисборн, вдоль Государственной автомагистрали № 35 между населёнными пунктами Токата и Аватере.

## История
Являясь одним из самых восточных населённых пунктов Новой Зеландии, Те-Арароа имеет богатую историю. Традиционно поселение населяли представители маорийского племени нгати-пороу (маори Ngati Porou), выходцем из которого был известный воин Туфакаириора.
В 1769 году мимо бухты Кавакава проплыл британский мореплаватель, являющийся европейским первооткрывателем Новой Зеландии, Джеймс Кук. Он дал современное название мысу Восточный, одноимённому острову вблизи мыса и бухте Хикс, однако путешественник не высадился на сушу в этом месте. Достоверно неизвестно, кто был первым европейцем (китобой, торговец или моряк), поселившимся в Те-Арароа, но уже в 1843 году в поселении проживали первые христианские миссионеры, а местные маори возделывали европейские сельскохозяйственные растения.
До конца 1880-х годов поселение Те-Арароа носило другое название — Кавакава-маитафити (в переводе с языка маори «Кавакава, принесённый из далёкого места»). Но в 1888 году оно было официально переименовано, чтобы не путать город с поселением Кавакава, которое расположено в северной части острова Северный. Современное же название Те-Арароа в прошлом использовалось местными жителями для обозначения миссионерской станции.
В марте 1874 года в Те-Арароа уже проживало 12 европейцев. Первая правительственная школа была открыта в 1874 году, но из-за проблем с учительским составом она начала свою работу только в 1887 году. Одновременно школа выступала в качестве почтового отделения и обеспечивала местных жителей медикаментами. Отдельное здание почты было открыто только в 1908 году, а больница — в 1912 году.

## Население
Согласно переписи 2001 года в Те-Арароа проживало 174 человека (по отношению к переписи 1996 года была зарегистрирована убыль). Доля мужчин — 49,1 %, женщин — 50,9 %. Большая часть населения города, 81,8 %, причислили себя к представителям коренных жителей Новой Зеландии, народа маори. Европейцами назвали себя 30,9 % населения (выход за рамки 100 % объясняется тем, что жители могут относить себя сразу к двум и более этническим группам).

## Интересные факты
На территории города произрастает крупнейшее и старейшее дерево похутукава, возраст которого составляет около 600 лет.